# Distretto di Shunqui
Il distretto di Shunqui è uno degli otto distretti della provincia di Dos de Mayo, in Perù. Si trova nella regione di Huánuco e si estende su una superficie di 32.26 chilometri quadrati.